# Alfred Schwarzmann
Alfred Schwarzmann (22 de março de 1912 — 11 de março de 2000) foi um ginasta olímpico alemão e Fallschirmjäger durante a Segunda Guerra Mundial.
Ganhou três medalhas de ouro e duas de bronze nos Jogos Olímpicos de Verão de 1936, em Berlim, e uma medalha de prata nos Jogos Olímpicos de Verão de 1952, em Helsinque. Como Fallschirmjäger foi premiado com a Cruz de Cavaleiro da Cruz de Ferro.

## Condecorações militares
- Distintivo de Paraquedistas da Luftwaffe
- Cruz de Ferro 2ª Classe - 25 de maio de 1940
- Cruz de Ferro 1ª Classe - 25 de maio de 1940
- Cruz de Cavaleiro da Cruz de Ferro - 29 de maio de 1040